# Qarasu Adası
Qarasu Adası är en ö i Azerbajdzjan.   Den ligger i distriktet Baku, i den östra delen av landet, 70 km sydväst om huvudstaden Baku.